# مدين القوصوني
مدين عبد الرحمن القوصوني (1562 - 1634) هو طبيب وأديب ومؤرخ مصري، تولى مشيخة الطب في مصر التي كانت آنذاك جُزءًا من الدولة العثمانية، اشتهر بمعجمه الطبي «قاموس الأطبا وناموس الألبا»، ويُعد من أعلام الطب في القرن الحادي عشر للهجرة.  

## سيرته
مدين بن عبد الرحمن القوصوني المصري ولد سنة 969 هجريًا الموافق 1562 ميلاديًا، يرجع نسبه إلى مدينة قوص، وهي مدينةٌ مصريةٌ على النيل، ازدهرت في عهد المماليك. أخذ العلوم عن الشهاب أحمد بن محمد المُتَوَلِّي الشافعي (- 1003 هـ).، والشيخ عبد الواحد البرجي (- 1023 هـ).، والطب عن الشيخ داود وبسبب مهارته الطبية تولى مشيخة الطب بمصر بعد السري أحمد الشهير بابن الصائع (945- 1036 هـ)، كانت وفاته بعد سنة 1044 هجريًا الموافق 1634 ميلاديًا.

## مؤلفاته
من مؤلفاته:
- «ريحان الألباب وريعان الشباب في مراتب الآداب»
- «قاموس الأطبا وناموس الألبا» فرغ منه في شهر ربيع الآخر سنة 1038 هـ.[8]
- كتاب في التاريخ واسمه «‌‌الروض الباصر على بعض وفيات القرن العاشر» وهو في تراجم كبار العلماء من أهل القاهرة، من مصادر المحبي في خلاصة الأثر.[9]
- «طيبات الأنباء في طبقات الأطباء»[3]
- «القول الأنيس والدُّر النفيس على منظومة الشيخ الرئيس»
- «المصباح المنير على القانون الصغير في الطب»
- «منتهى الغايات في تعريف الليلة»
- «تكملة شرح الأسباب والعلامات»
- «تحفة المحب في صناعة الطب»